# Tasa nipponica
Tasa nipponica is een spinnensoort in de taxonomische indeling van de springspinnen (Salticidae).
Het dier behoort tot het geslacht Tasa. De wetenschappelijke naam van de soort werd voor het eerst geldig gepubliceerd in 1987 door Bohdanowicz & Jerzy Prószyński.